# Kurt Müller (Widerstandskämpfer)

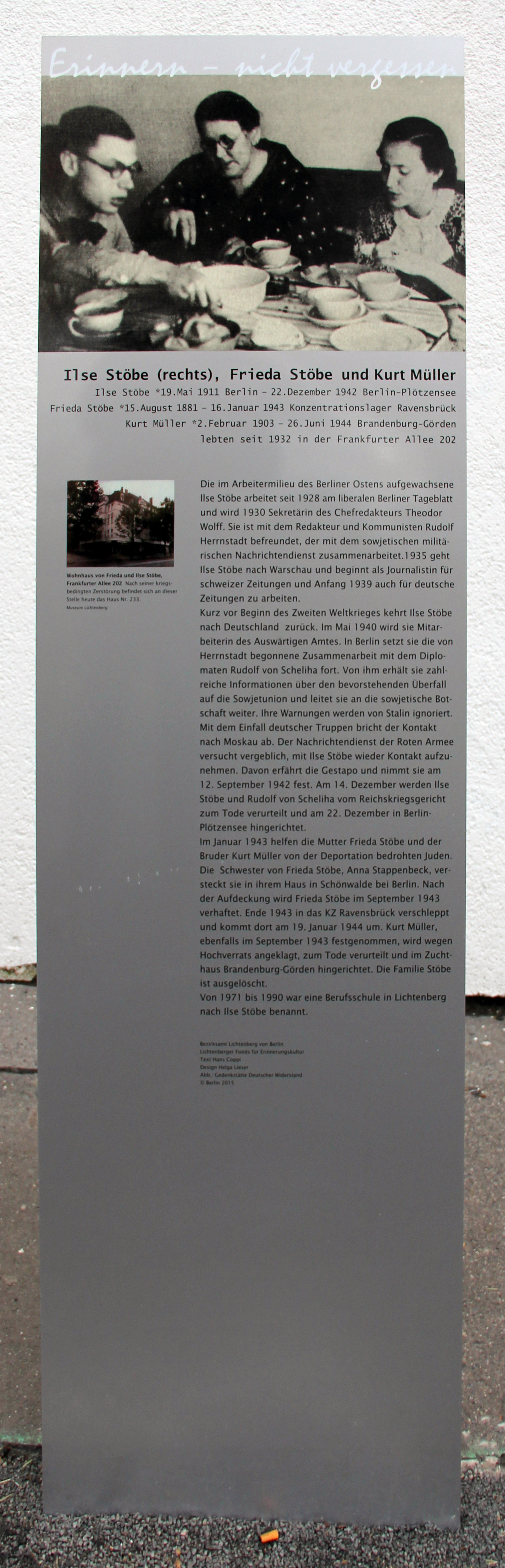
Gedenktafel, Frankfurter Allee 233, in Berlin-Lichtenberg

Kurt Müller (* 2. Februar 1903 in Berlin; † 26. Juni 1944 im Zuchthaus Brandenburg-Görden) war ein deutscher Tischler und Widerstandskämpfer der Gruppe Europäische Union. Kurt Müller war ein Halbbruder von Ilse Stöbe.

## Leben
Kurt Müller wurde 1933 bei einem Überfall der SA verhaftet und verprügelt, wobei ihm der Kiefer gebrochen wurde. Er unterstützte seine Schwester und deren Verlobten Rudolf Herrnstadt bei deren Widerstandsarbeit mit logistischen Hilfsleistungen und hatte Kontakt zu den organisatorischen Resten der KPD-Untergrundorganisation. Als seine Schwester im September 1942 und anschließend auch seine Mutter verhaftet worden waren, tauchte er unter und lebte in verschiedenen Pensionen und Lauben. Seine Kontakte zu den Kommunisten wie auch zu bürgerlichen Widerstandskreisen konnte er bewahren. Er lieferte Grundsatzmaterialien der KPD über den Aufbau illegaler Betriebsgruppen und die Störung der Kriegsproduktion an Georg Groscurth und motivierte ihn zur aktiven Widerstandsarbeit. Müller nahm an mehreren Treffen und Besprechungen der Europäischen Union teil und unterstützte sie bei der Vervielfältigung von Flugschriften. Er besorgte auch Unterkunftsmöglichkeiten für aus politischen und rassistischen Gründen Verfolgte.
Weil er die jüdische Familie Wolf zu retten versuchte, geriet er im September 1943 mit in die Verhaftungswelle, von der Groscurth, Havemann, Rentsch und Richter betroffen waren. In der Prinz-Albrecht-Straße wurde er bei den Folterungen der Gestapo halb-blind geschlagen.
Das Zweite Hauptverfahren des Volksgerichtshofs betreffs der Europäischen Union im April 1944 wurde gegen Kurt Müller und andere geführt und Kurt Müller schließlich zum Tode verurteilt.